# 6524 Baalke
A 6524 Baalke (ideiglenes jelöléssel 1992 AO) a Naprendszer kisbolygóövében található aszteroida. Eleanor F. Helin fedezte fel 1992. január 9-én.